# Sage Stallone
Sage Moonblood Stallone (5. května 1976 Los Angeles, Kalifornie, USA – 13. července 2012 tamtéž) byl americký herec, režisér a producent. Byl nejstarším dítětem herce Sylvestera Stalloneho.

## Životopis
Sage Moonblood Stallone se narodil v Los Angeles a byl nejstarším ze Stalloneových dětí, jedním ze dvou synů z prvního manželství. Byl bratrem Seargeoha „Setha“ Stalloneho a nevlastním bratrem Sophie, Sistine a Scarlet Stalloneových. Synovcem herce a zpěváka Franka Stalloneho a vnukem Jackie Stalloneové. Byl nevlastním synem modelky a podnikatelky Jennifer Flavinové.
Po střední škole začal studovat filmařinu na University of North Carolina School of the Arts.
Jako dítě se Stallone objevil jako host v seriálu Gorgeous Ladies of Wrestling, který propagovala jeho babička Jackie Stalloneová. S otcem si zahrál ve dvou filmech, pátém snímku filmové série o boxerovi Rockym Balboovi Rocky V (1990) a ve snímku Denní světlo z roku 1996.
V roce 1996 založili Stallone a filmový střihač Bob Murawski společnost Grindhouse Releasing se sídlem v Los Angeles, která se věnuje restaurování a uchovávání filmů, jako jsou Kanibalové a Gone with the Pope.
V roce 2006 se nevrátil ke své roli ve filmu Rocky Balboa, protože pracoval na svém vlastním filmu Vic, který byl jeho režijním debutem. Tento film také napsal a produkoval a v roce 2006 získal ocenění na filmovém festivalu v Bostonu.
Jeho posledními projekty byly role ve dvou posledních filmech Vincenta Galla, Promises Written in Water a The Agent. Oba filmy byly promítány v hlavní soutěži na filmovém festivalu v Benátkách v roce 2010 a na Mezinárodním filmovém festivalu v Torontu. Fotografie Stalloneho jako malého dítěte vedle svého otce se objevuje ve filmu Creed z roku 2015, kde se uvádí, že jeho postava, Robert Balboa Jr., se mezitím přestěhovala do Vancouveru.
Sage Stallone byl nalezen mrtvý 13. července 2012 ve svém domě ve Studio City v Los Angeles. Bylo mu 36 let. Podle zpráv se o něm čtyři dny před smrtí nikdo neslyšel. Pitva provedená losangeleským koronerem a toxikologické testy určily, že zemřel na ischemickou chorobu srdeční způsobenou aterosklerózou, přičemž nebyly zjištěny žádné jiné drogy než hydrokodon, který mu byl předepsán po zubním zákroku.
V době své smrti byl údajně zasnoubený. Stalloneův pohřeb se konal 21. července v katolickém kostele sv. Martina z Tours v Los Angeles. Je pohřben na hřbitově Westwood Village Memorial Park Cemetery.

## Filmografie (výběr)

### Filmy
- Rocky V (1990)
- Denní světlo (1996)